# Grand lac des Îles
 (novembre 2023).
Si vous disposez d'ouvrages ou d'articles de référence ou si vous connaissez des sites web de qualité traitant du thème abordé ici, merci de compléter l'article en donnant les références utiles à sa vérifiabilité et en les liant à la section « Notes et références ».
Le Grand lac des Îles est situé dans le territoire non organisé de la Baie-de-la-Bouteille, dans la municipalité régionale de comté (MRC) de Matawinie, dans la région administrative de Lanaudière, au Québec, au Canada. Ce lac fait partie du territoire de la Réserve faunique Mastigouche.

## Géographie
Le "Grand lac des Îles" (altitude : 384 m) est alimenté par :
- à l'ouest : rivière des Îles qui prend sa source au lac des Loups et le lac Coco ;
- au sud-ouest : décharge du lac de la Sqaw ;
- au nord-ouest : décharge d'un ensemble de lacs : de la Rencontre, Clut, Pugmée et Prévert ;
- au sud-ouest : décharge du lac du Grillon et du lac Forestier ;
- au nord : décharge d'un ensemble de lacs : Oudiette, Régis, des Mauves, du Frêne, du Poivre, Desroches, Gitane (recueillant les eaux du ruisseau Bourassa) ;
- au nord-est : décharge du lac Caillette ;
- à l'est : décharge du lac Bigorne (altitude : 389 m).

## Barrage
Un barrage de retenu de forte contenance a été érigé en 1979 (et modifié en 2011) à son embouchure, situé du côté sud-est. La hauteur du barrage est de 4,2 m ; la hauteur de retenue est de 2,5 m. La longueur de cet ouvrage construit en béton sur une fondation de roc, est de 132,9 m. Sa capacité de retenue est de 14 414 000 m³. Son émissaire est la rivière des Îles. La superficie du réservoir est de 572 ha et la superficie du bassin versant est de 60 km². Le barrage en aval est celui du lac au Sorcier, à 12,7 km.

## Toponymie
Ce lac porte bien son nom car 24 îles ont été répertoriés. Ce toponyme figure sur des brouillons de carte qui sont datés de 1958.
Le toponyme "Grand lac des Îles" a été officialisé le 5 décembre 1968 à la Banque des noms de lieux de la Commission de toponymie du Québec.